# Route régionale 401 (Maroc)
Pour les articles homonymes, voir Route 401.
La route régionale 401 ou 401, est une route régionale marocaine de 41km qui relie Ksar Sghir à Tétouan au niveau de la route nationale N2. La route passe par Khémis Anjra, capital provinciale du Fahs-Anjra.

## Description
La R401 est route goudronné et en 2x1 voies sur l'intégralité de son parcours. Elle traverse l'arrière pays des régions de Tétouan et de Tanger, au cœur du Pays Jbala, territoire berbère. La route est montagneuse, parcourant le nord du Rif occidentale jusqu’à la mer Méditerranée et la station balnéaire de Ksar Sghir.

## Itinéraire
| 401 Route régionale 401 |                                                                          |       |       |                        |                           |
| Type                    | Indication                                                               | ↓km↓  | ↑km↑  | Provinces              | Région                    |
| Ksar Sghir              | Ksar Sghir                                                               | 0 km  | 41 km | Province de Fahs-Anjra | Tanger-Tétouan-Al Hoceima |
|                         | Intersection avec la N16 : Tanger / Port Tanger Med / Tétouan            | 0 km  | 41 km | Province de Fahs-Anjra | Tanger-Tétouan-Al Hoceima |
|                         | Intersection avec la 4613 :                                              | 5 km  | 36 km | Province de Fahs-Anjra | Tanger-Tétouan-Al Hoceima |
|                         | Oued Sghir (x2)                                                          | 9 km  | 32 km | Province de Fahs-Anjra | Tanger-Tétouan-Al Hoceima |
|                         | Intersection avec la 4703 :                                              | 10 km | 31 km | Province de Fahs-Anjra | Tanger-Tétouan-Al Hoceima |
|                         | Barrage d'Erraouz                                                        | 22 km | 19 km | Province de Fahs-Anjra | Tanger-Tétouan-Al Hoceima |
| Khémis Anjra            | Khémis Anjra                                                             | 27 km | 14 km | Province de Fahs-Anjra | Tanger-Tétouan-Al Hoceima |
|                         | Intersection avec la N2 : Tanger / Rabat / Tétouan / Sebta / Chefchaouen | 41 km | 0 km  | Province de Tétouan    | Tanger-Tétouan-Al Hoceima |
| Tétouan                 |                                                                          | 41 km | 0 km  | Province de Tétouan    | Tanger-Tétouan-Al Hoceima |

## Distance et durée des trajets routiers avec la R401

### Depuis Ksar Sghir
| Trajet               | Distance | Durée |
| -------------------- | -------- | ----- |
| Ksar Sghir - Anjra   | 27 km    | 0h34  |
| Ksar Sghir - Tétouan | 48 km    | 0h59  |

### Depuis Tétouan
| Trajet               | Distance | Durée |
| -------------------- | -------- | ----- |
| Tétouan - Anjra      | 21 km    | 0h25  |
| Tétouan - Ksar Sghir | 48 km    | 0h58  |